# Final Draft
Final Draft (engl. etwa Endfassung oder Drehfassung) ist ein Textverarbeitungsprogramm, um Drehbücher zu schreiben. Es ist für OS X und Windows erhältlich (außerdem spezielle Versionen für iOS). Final Draft stellt den angloamerikanischen Industriestandard für Drehbuchautoren und Produktionsstudios dar.

## Benutzung
Das Programm wird mit einer großen Zahl an Vorlagen (Templates) ausgeliefert, welche sich an bekannten US-amerikanischen Fernsehserien orientieren. Allerdings sind die Unterschiede zwischen den Vorlagen relativ gering, da Abweichungen vom Industriestandard nicht gern gesehen sind.
Final Draft hat mehrere Funktionen, um das Schreiben von Drehbüchern zu beschleunigen und zu erleichtern. So merkt sich das Programm Orte für Szenenüberschriften, Tageszeiten und die Namen der Figuren. Mittels Tabulatortaste und Tastaturkürzel kann man schnell zwischen einzelnen Formatierungen, etwa für Handlungsbeschreibungen, Figurennamen, Dialogen oder Dialoganweisungen wechseln.
Ebenso bietet das Programm einige Analysetools, sog. Reports, mit deren Hilfe man u. a. Dialogauszüge einzelner Charaktere erstellen kann.

## Alternativen
Im Internet findet man einige Vorlagen für Textverarbeitungsprogramme aus Office-Paketen. Viele davon verwenden Makros, um die Formatierung zu beschleunigen. Kostenlose Alternativen stellen beispielsweise die Programme Trelby oder die deutsche Anwendung DramaQueen FREE dar.